# Пињона (Ла Специја)
Пињона је насеље у Италији у округу Ла Специја, региону Лигурија.
Према процени из 2011. у насељу је живело 61 становника. Насеље се налази на надморској висини од 483 м.